# 拉尼德 (堪薩斯州)
拉尼德為美國堪薩斯州波尼縣的一座城市，也是波尼縣的縣治所在地。根據2010年美國人口普查，此城市人口有4,054人。

## 歷史
拉尼德成立於1873年。此城市首座郵政局於1872年開設。
此城市以位於城市附近、於1859年至1878年間運作的堡壘拉尼德堡為名，而拉尼德則是以於1854年7月至1862年9月6日間任職美國陸軍主計官的班傑明·F·拉尼德（Benjamin F. Larned）上校來命名。

## 地理
拉尼德坐落在北緯38度10分56秒、西經99度6分6秒（亦可表示成38.182109, -99.101696）。根據美国人口调查局的資料，此城市總面積為2.39平方英里（6.19平方），全境皆為陸地。

### 氣候
夏季溼熱、冬季不甚乾冷為此地區的氣候特徵。根據柯本气候分类法，拉尼德的氣候屬於副热带湿润气候，氣候圖中簡寫「Cfa」。

## 人口統計
| 调查年                          | 人口  | 备注  | %±     |
| ------------------------------- | ----- | ----- | ------ |
| 1880                            | 1,066 |       | —      |
| 1890                            | 1,861 |       | 74.6%  |
| 1900                            | 1,583 |       | −14.9% |
| 1910                            | 2,911 |       | 83.9%  |
| 1920                            | 3,139 |       | 7.8%   |
| 1930                            | 3,532 |       | 12.5%  |
| 1940                            | 3,533 |       | 0.0%   |
| 1950                            | 4,447 |       | 25.9%  |
| 1960                            | 5,001 |       | 12.5%  |
| 1970                            | 4,567 |       | −8.7%  |
| 1980                            | 4,811 |       | 5.3%   |
| 1990                            | 4,490 |       | −6.7%  |
| 2000                            | 4,236 |       | −5.7%  |
| 2010                            | 4,054 |       | −4.3%  |
| 2015年估计                      | 3,967 | [ 3 ] | −2.1%  |
| 美國每十年一次之普查 2012年估計 |       |       |        |

### 2010年普查
據2010年人口普查，此城市人口有4,054人，戶數1,824戶，1,027個家庭。人口密度為654.9人/每平方公里（1,696.2人/每平方英里）。此城市有2,130棟住宅，平均每平方公里有344.1棟住宅。此城市居民之種族中，白人佔92.2%，非裔美國人佔2.7%，美洲原住民佔0.4%，亞裔美國人佔0.6%，太平洋島民佔0.1%，其他種族佔1.4%，混血種族則佔2.6%。而西班牙裔或拉丁裔美國人佔此城市人口的7.0%。
此城市之戶籍數計有1,824戶。其中擁有18歲以下孩童的住戶佔27.0%；已婚夫婦且同居的住戶佔42.1%，住戶為女性單親者佔10.5%；住戶為男性單親者佔3.7%；住戶並非一個家庭的佔43.7%。住戶為獨自一人居住的佔全戶之39.5%，其中有18.6%為65歲或以上之獨居老人。每戶住戶平均成員人數為2.18人，每個家庭平均成員人數則是2.89人。
此城市居民之年齡中位數為42.7歲。以年齡層分類，年齡未滿18歲者佔27.0%；年齡介在18歲至24歲之間者佔6.8%；年齡介在25歲至44歲之間者佔21.9%；年齡介在45歲至64歲之間者佔27.9%；年齡超過65歲者佔19.7%。男性佔全市人口之48.0%，女性則佔全市人口之52.0%。

### 2000年普查
據2000年人口普查，此城市人口有4,236人，戶數1,826戶，1,113個家庭。人口密度為705.0人/每平方公里（1,823.4人/每平方英里）。此城市有2,079棟住宅，平均每平方公里有346.0棟住宅。此城市居民之種族中，白人佔90.91%，非裔美國人佔3.75%，美洲原住民佔0.97%，亞裔美國人佔0.76%，其他種族佔1.77%，混血種族則佔1.84%。而西班牙裔或拉丁裔美國人佔此城市人口的5.38%。
此城市之戶籍數計有1,826戶，其中擁有18歲以下孩童的住戶佔27.3%；已婚夫婦且同居的住戶佔48.6%，住戶為女性單親者佔9.0%；住戶並非一個家庭的佔39.0%。住戶為獨自一人居住的佔全戶之36.5%，其中有17.8%為65歲或以上之獨居老人。每戶住戶平均成員人數為2.20人，每個家庭平均成員人數則是2.87人。
以年齡層分類，年齡未滿18歲者佔27.3%；年齡介在18歲至24歲之間者佔6.4%；年齡介在25歲至44歲之間者佔23.3%；年齡介在45歲至64歲之間者佔24.6%；年齡超過65歲者佔22.1%。此城市居民之年齡中位數為43歲。性別比為每100名女性所對應的男性數為90.3名，如只計算18歲或以上的居民，則是每100名女性所對應的男性數為87.3名。
此城市每戶平均收入為33,895美元，每個家庭平均收入為46,776美元。男性平均收入27,138美元；女性平均收入20,927美元。此城市人均收入為19,936美元。此城市約有5.9%的家庭以及7.4%的居民低於貧窮門檻，其中18歲以下者占8.1%，65歲以上者佔10.8%。

## 媒體
- Larned Tiller & Toiler[13]：當地報商。

## 經濟
- 第495聯合學區（USD 495）：當地校區。
- 拉尼德州立醫院（Larned State Hospital）：位於拉尼德西部。
- 拉尼德感化心理健康機構（Larned Correctional Mental Health Facility）：位於拉尼德西部。
- 拉尼德少年感化院（Larned Juvenile Correctional Facility）：位於拉尼德西部。

## 地區景點
- 聖菲步道中心 （页面存档备份，存于）（Santa Fe Trail Center）：156號堪薩斯州州道1349號（1349 K-156 Hwy），專為聖菲步道之歷史而設立的博物館。
- 拉尼德堡國家歷史古蹟（英语：Fort Larned National Historic Site）：位於拉尼德市西方約5.5英里（8.9）處。

## 知名人物
- 貝爾·詹寧斯·本奇利（英语：Belle Benchley）：又稱「the Zoo lady」，前圣迭戈动物园董事
- 金·基迪（英语：Gene Keady）：現為十大联盟體育評述員，前普渡大學男子籃球隊（英语：Purdue Boilermakers men's basketball）教練
- 哈爾·帕特森（英语：Hal Patterson）：美國加式足球選手
- 吉利·S·史密斯, Jr.（英语：Glee S. Smith, Jr.）：堪薩斯州州議員、律師
- 拉爾夫·特里（英语：Ralph Terry）：紐約洋基隊退休投手
- 米奇·韋伯斯特（英语：Mitch Webster）：美國職業棒球大聯盟退休外野手
- 約翰·祖克（英语：John Zook）：美式足球選手

## 外部連結
城市
- 拉尼德市官方網站 （页面存档备份，存于）
- 拉尼德—公職人員名錄

學校
- USD 495，所在學區

歷史
- 拉尼德堡國家歷史古蹟官方網站 （页面存档备份，存于）
- 聖菲步道中心 （页面存档备份，存于）
- 波尼縣歷史客運鐵路服務
- 拉尼德歷史照片，威奇托州立大學圖書館特別照片集

地圖
- 拉尼德市地圖 （页面存档备份，存于），堪薩斯州運輸部

## 延伸閱讀
堪薩斯州
- History of the State of Kansas; William G. Cutler; A.T. Andreas Publisher; 1883. (Online HTML eBook) （页面存档备份，存于）
- Kansas : A Cyclopedia of State History, Embracing Events, Institutions, Industries, Counties, Cities, Towns, Prominent Persons, Etc; 3 Volumes; Frank W. Blackmar; Standard Publishing Co; 944 / 955 / 824 pages; 1912. (Volume1 - Download 54MB PDF eBook),(Volume2 - Download 53MB PDF eBook), (Volume3 - Download 33MB PDF eBook)

美國
- The Story of the Marking of the Santa Fe Trail by the Daughters of the American Revolution in Kansas and the State of Kansas; Almira Cordry; Crane Co; 164 pages; 1915. (Download 4MB PDF eBook) （页面存档备份，存于）
- The National Old Trails Road To Southern California, Part 1 (LA to KC); Automobile Club Of Southern California; 64 pages; 1916. (Download 6.8MB PDF eBook)